# 玉里麺
| 玉里麺湯麺 |  | 玉里麺乾麺 |
| 玉里麺湯麺 |  | 玉里麺乾麺 |

玉里麺（繁体字：玉里麵、ユーリーめん、Yuli local noodles）は、台湾・花蓮県玉里鎮のご当地麺料理。台湾式ラーメン、油そば 揚げエシャロットかけとも呼ばれる。
麺は手打ち麺が基本で、豚骨ベースのスープがある湯麺と、スープが無いまぜそばの乾麺とがある。
日本統治時代に日本からラーメン文化が玉里鎮に持ち込まれ、地元の食材と融合したラーメンが誕生した。第二次世界大戦後に福建省福州市から来た料理人が麺屋台を開き、油麺に似たもちもちした食感の麺で販売したところ、これが人気となり「玉里麵」と呼ばれるようになった。
台北市などでも玉里麺を提供する店はあるが、台北での知名度はあまり高くない。